# Ochodaeus isoanalensis
Ochodaeus isoanalensis är en skalbaggsart som beskrevs av Renaud Maurice Adrien Paulian 1959. Ochodaeus isoanalensis ingår i släktet Ochodaeus och familjen Ochodaeidae. Inga underarter finns listade i Catalogue of Life.